# Pâté chinois
Le pâté chinois est un mets proche du hachis parmentier, lié à l'histoire du Canada et plus particulièrement du Québec. 

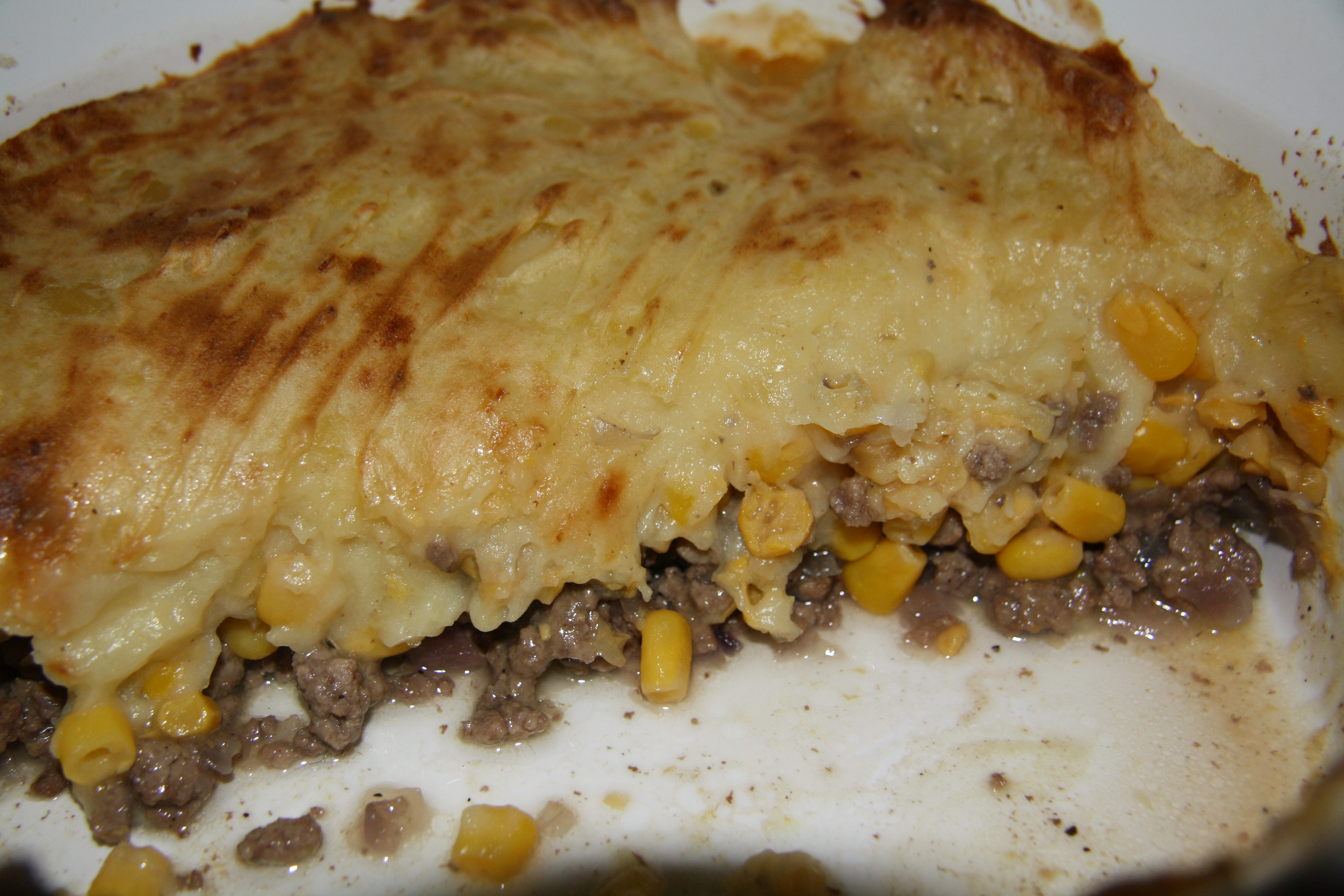
Un pâté chinois avec des oignons à la poêle.

Bœuf haché, maïs et pomme de terre en purée, superposés dans cet ordre, sont généralement les trois ingrédients du pâté chinois, qui est ensuite cuit au four. Il n'est pas rare qu'il soit servi saupoudré de chili peu épicé ou de paprika. Selon les goûts, du ketchup ou des épices à poulet y sont parfois ajouté. 

## Origine
Plusieurs théories sur l'origine du pâté chinois circulent. La plus probable est celle de South China, dans le Maine. C'est dans ce sens qu'abondent l'Office québécois de la langue française, Claude Poirier du Trésor de la langue française au Québec et Usito.

### Un dérivé du pemmican
« L'Europe a mis un temps considérable avant de mettre au point le hachis parmentier. Il lui fallait digérer et la patate et le bœuf haché. La découverte de l'Amérique allait ouvrir encore plus de voies et repousser plus loin les frontières de la géographie culinaire. Car tandis que l'Europe concoctait sa recette populaire, ici, en Amérique, on mariait le « pemmican » (maïs et viande) au hachis des vieux pays. Cela donne le pâté chinois moderne. À ce titre, au chapitre des fourneaux traditionnels, le pâté chinois devrait être classé, homologué, protégé par le ministère des Affaires culturelles. »

— B. Arcand et S. Bouchard, Du pâté chinois, p. 15.

### Hypothèse du chemin de fer
Selon certains, le pâté chinois aurait vu le jour à la fin du XIXe siècle, lors de la construction de la voie de chemin de fer pan-canadienne par le Canadien Pacifique. À l'époque, les ouvriers, surtout d'origine asiatique, y étaient nourris, dit-on, uniquement de bœuf haché, de pommes de terre et de maïs, denrées facilement disponibles et peu coûteuses à cette époque. Ils venaient de créer ainsi, par la force des choses, un assemblage désormais unique nommé en leur honneur. Les travailleurs canadiens-français des chemins de fer adoptèrent ce nouveau plat.
Ces théories sont rejetées par Jean-Pierre Lemasson, auteur du livre Le mystère insondable du pâté chinois paru en octobre 2009 aux éditions Amérik Média. Selon ses recherches, les travailleurs chinois se nourrissaient simplement de riz et de soja pendant la construction du chemin de fer. De plus, il constate que le pâté chinois a fait son apparition sur les tables des familles québécoises seulement dans les années 1930, ce qui rend difficile l'hypothèse qu'il soit apparu pendant la révolution industrielle au Maine. Toujours selon l'auteur, l'origine du pâté chinois demeure un mystère.

### Hypothèse de South China, Maine
Selon une autre théorie, ce mets serait originaire de la ville de South China, non loin d'Augusta, dans l'État américain du Maine, où de nombreux Canadiens français avaient émigré, faute de travail au Québec, durant les années de la révolution industrielle (fin du XIXe siècle). Dès lors, la « China pie », spécialité locale, serait devenue ici, après traduction, le « pâté chinois ».
C'est dans ce sens qu'abondent l'Office québécois de la langue française, Claude Poirier du Trésor de la langue française au Québec et Usito.

### Hypothèse de l'expédition manquée de La Salle
Dans sa Genèse de la cuisine québécoise, publiée aux éditions Fides, Jean-Marie Francœur va plus loin. Il avance en effet que la fameuse appellation « pâté chinois », dont l’origine demeure obscure malgré la popularité du plat, pourrait être liée à une expédition manquée.
En 1669, René-Robert Cavelier de La Salle s'établit au pied des fougueux rapides du Sault Saint-Louis à l’extrémité ouest de l’île de Montréal. Son rêve, voire son obsession, c’était de trouver à l’ouest le passage vers la mer Vermeille, comme il appelait l’océan Pacifique, pour aller jusqu’en Chine. Deux Amérindiens, paraît-il, lui avaient parlé de ce passage, et il aimait rappeler son projet à quiconque voulait l’entendre. Il ne voulait laisser à aucun autre « l’honneur de trouver le chemin de la mer du Sud et par elle celui de la Chine ». Vendant ses terres de la région de Montréal, il partit donc en tête d’une flottille de 14 hommes et de quelques canots. Contrairement à ce qu’il avait avancé, il ne parle pas la langue des Iroquois ni celle des Algonquins. Il est incapable de se servir d’une boussole et ne possède aucune connaissance de la survie en forêt. « Les membres de l’équipage atteignent difficilement le lac Ontario ». Adrien, le frère de Louis Jolliet, leur parle d’une nation amérindienne, les Potéouatamis, qui n’a pas encore été évangélisée. Mais Cavelier de La Salle prétexte une fièvre et rentre à Ville-Marie, où il prétendra avoir exploré l’Ohio et découvert le Mississippi… À la Coste Saint-Sulpice, les gens voient donc revenir, à peine quelques semaines après son départ, cette équipée partie pourtant pour de longs mois. « Bon nombre se demandèrent alors si « La Chine » ne s’était pas considérablement rapprochée de Montréal pour se situer désormais dans cette contrée jusque-là connue sous le nom de Coste Saint-Sulpice, écrit Normand Moussette dans son livre En ces lieux que l’on nomma La Chine… Et si l’on peut dire, la pointe fit mouche, tant et si bien qu’on prit bientôt l’habitude d’appeler « La Chine » ces lieux-dits de « La côte Saint-Sulpice », d’où était partie l’expédition sans lendemain. » Les hommes de Cavelier de La Salle avaient par ailleurs mangé du maïs durant toute leur expédition. Et selon Francœur, le nom ironique de « pâté chinois » pourrait avoir été une invention de Dollier de Casson, qui se moquait de l’expédition manquée de Cavelier de La Salle. Portant le mystère de son nom, le pâté chinois passera à la postérité. Quant à Cavelier de La Salle, dont Francœur souligne le caractère « émotif et imaginatif, de même que farouche, autoritaire et colérique », il repartira en expédition, d’abord dans la région des Grands Lacs, en 1673, puis au Mississippi, en 1682, 10 ans après le père Marquette et Louis Jolliet. Il fonde la Louisiane. En 1684, une de ses expéditions, comptant quatre navires, le Saint-François, l’Aimable, la Belle et le Joly, se termine par une attaque de pirates espagnols et un naufrage. Cavelier de La Salle est abandonné sur le rivage. Sans bateau, il se retrouve au Texas, où il est attaqué par des Amérindiens, puis assassiné par balle, en 1687, par ses compagnons révoltés par sa conduite brutale.
On avait ironiquement surnommé de « Chinois » les membres de l’expédition de Cavelier de La Salle, qui avaient apporté dans leurs bagages des costumes d’apparat « chinois », au cas où ils rencontreraient quelques dignitaires de l’Orient.

### Hypothèse de l'échine de porc
Selon Jean-Marie Francœur, le pâté chinois a pour autre origine le pâté d'échine de porc avec blé d'Inde et navet en remplacement de la patate,. Ce mets serait apparu dès le début de la colonie avec Cavelier de La Salle ; le blé d'Inde et l'échine de porc étaient courants, la pomme de terre n'étant pas disponible, le navet prenait la place. Le nom passa d’échine à Chine, puis à pâté chinois et la composition se modernisa avec l'apparition de la pomme de terre et des autres types de viande.

## Dans la culture populaire québécoise
Dans la comédie de situation satirique québécoise La Petite Vie, le personnage de Thérèse tient absolument à cuisiner adéquatement un pâté chinois, acte difficile et ardu pour elle. Môman, sa mère, exaspérée, répète inlassablement : « steak, blé d'Inde, patates » afin que sa fille se rappelle l'ordre des ingrédients dans la recette. Thérèse arrive tout de même à rater la recette, que ce soit en utilisant une tranche de bœuf au lieu du bœuf haché, en ne pilant pas les pommes de terre, en ne sortant pas le maïs de sa boîte, ou autre variante farfelue. Depuis, l'expression « steak, blé d'Inde, patates » est utilisée couramment au Québec pour désigner le pâté chinois ou la simplicité d'une formule,.
Le pâté chinois a été consacré « mets national du Québec » par le quotidien montréalais Le Devoir en décembre 2007, à la suite d'une consultation de son lectorat et d'un panel de personnalités québécoises,.

## Parenté et variantes
Le maïs peut être frais, surgelé ou en conserve, en grains ou en crème : l'important est qu'il y soit. La viande peut être achetée hachée au supermarché ou provenir des restes d'un rôti que l'on passe soi-même au hachoir.
Les variantes de ce plat sont innombrables et certaines sont considérées comme hérétiques par les puristes, par exemple si l'on remplace les pommes de terre par du riz ou le bœuf par une autre viande (notamment la viande de cheval hachée, normalement moins chère et moins grasse que le bœuf), voire un tout autre ingrédient (lentilles, tofu, etc.) pour en faire un plat végétarien. Des chefs réputés n'hésitent cependant pas à en proposer des versions audacieuses, voire gastronomiques. Le pâté chinois le plus populaire reste la recette steak-blé d'Inde-patates.
On sert le pâté chinois de mille manières, mais les accompagnements les plus fréquents sont les marinades ou le ketchup.
Le pâté chinois s'apparente au hachis parmentier français, au shepherd's pie écossais et autre cottage pie britannique auxquels on aurait ajouté une couche de maïs entre la viande hachée et la purée de pommes de terre.

## Accord mets/vin
François Chartier propose d'accompagner le pâté chinois avec un vin rouge à base de zinfandel.

## Au cinéma
Pâté chinois est un film de 1997 (voir Philippe Falardeau et Sophie Leblond). Il s'agit d'un moyen-métrage satirique sur l'immigration asiatique au Canada.